# Distrito de Elba-Elster
El Distrito de Elba-Elster (en alemán: Landkreis Elbe-Elster) es un Landkreis (distrito) ubicado al sur del estado federal de Brandeburgo (Alemania). La capital del distrito recae sobre la ciudad de Herzberg.

## Geografía
El distrito se encuentra al sur del estado federal de Brandeburgo. Tras el distrito de Prignitz está la ciudad de  Mühlberg a orillas del río Elba. El otro río que cruza el territorio del distrito es el Elster Negro, que fluye en dirección suroeste. Los distritos vecinos  al noroeste corresponden al estado de Sajonia-Anhalt denominado Wittenberg, al norte se encuentran los distritos de Teltow-Fläming y Dahme-Bosque del Esprea, al este el distrito del Alto Bosque del Esprea-Lusacia, al sur el distrito de Riesa-Großenhain y al oeste el distrito de Torgau-Oschatz, todos ellos en Sajonia.

## Composición del distrito
(Habitantes a 31 de diciembre de 2005)
| Ciudades ¹ amtsangehörige Städte 1. Bad Liebenwerda (10.720) 2. Doberlug-Kirchhain (9.890) 3. Elsterwerda (9.456) 4. Falkenberg (7.768) 5. Finsterwalde (18.693) 6. Herzberg (10.930) 7. Mühlberg (4.698) 8. Schlieben¹ (2.930) 9. Schönewalde (3.702) 10. Sonnewalde (3.673) 11. Uebigau-Wahrenbrück (6.392) Municipios libres de Amt 1. Röderland (4.705) | Unión de municipios/ciudades (Amt) 1. Elsterland (5.613) 1. Heideland (610) 2. Rückersdorf (1.737) 3. Schilda (547) 4. Schönborn (1.917) 5. Tröbitz (802) 2. Kleine Elster (6.745) 1. Crinitz (1.450) 2. Lichterfeld-Schacksdorf (1.214) 3. Massen-Niederlausitz (2.309) 4. Sallgast (1.772) 3. Plessa (7.504) 1. Gorden-Staupitz (1.148) 2. Hohenleipisch (2.552) 3. Plessa (3.216) 4. Schraden (588) 4. Schlieben (6.292) 1. Fichtwald (735) 2. Hohenbucko (727) 3. Kremitzaue (989) 4. Lebusa (911) 5. Schlieben (Ciudad) (2.930) 5. Schradenland (5.250) 1. Gröden (1.629) 2. Großthiemig (1.203) 3. Hirschfeld (1.456) 4. Merzdorf (962) |